# Pflanzenschutz
Der Pflanzenschutz umfasst die Gesamtheit der Bemühungen, Schäden und Leistungsminderungen von Nutzpflanzen durch Ausnutzung aller einschlägigen wissenschaftlich Erkenntnisse in einer ökologisch und ökonomisch angemessenen Weise zu verhindern oder zu mildern.
Der Begriff „Pflanzenschutz“ wurde um das Jahr 1890 zum ersten Mal verwendet. Seit 1891 steht er im Titel der in Stuttgart herausgegebenen „Zeitschrift für Pflanzenkrankheiten und Pflanzenschutz“, die 2006 in das internationale Journal of Plant Diseases and Protection überging und im Besitz der Deutschen Phytomedizinischen Gesellschaft e. V. vom Springer Verlag herausgegeben wird. In den 1950er Jahren verbreitete sich das Synonym Phytomedizin, das in den 1930er Jahren der Mediziner Otto Appel geprägt hatte.

## Gesetzliche Grundlage
In Deutschland ist das Pflanzenschutzgesetz die gesetzliche Grundlage des Pflanzenschutzes. Es definiert diesen Begriff für sein Anwendungsgebiet als den Schutz der
- Pflanzen vor Schadorganismen und nichtparasitären Beeinträchtigungen,
- Pflanzenerzeugnisse vor Schadorganismen (Vorratsschutz),

je einschließlich der Verwendung und des Schutzes von Tieren, Pflanzen und Mikroorganismen, durch die Schadorganismen bekämpft werden können.
Pflanzenschutz darf nur nach guter fachlicher Praxis durchgeführt werden. Die gute fachliche Praxis dient insbesondere:
- der Gesunderhaltung und Qualitätssicherung von Pflanzen und Pflanzenerzeugnissen durch
  - vorbeugende Maßnahmen
  - Verhütung der Einschleppung oder Verschleppung von Schadorganismen
  - Abwehr und Bekämpfung von Schadorganismen
- der Abwehr von Gefahren, die durch die Anwendung, das Lagern und den sonstigen Umgang mit Pflanzenschutzmitteln oder durch andere Maßnahmen des Pflanzenschutzes, insbesondere für die Gesundheit von Mensch und Tier und für den Naturhaushalt, entstehen können.

Zur guten fachlichen Praxis gehört, dass die Grundsätze des integrierten Pflanzenschutzes und der Schutz des Grundwassers berücksichtigt werden.
Diese und weitere Bestimmungen des Pflanzenschutzgesetzes legen somit die Regeln fest, nach denen die Maßnahmen des Pflanzenschutzes in der Landwirtschaft, im Gartenbau, in der Forstwirtschaft sowie im Vorratsschutz durchzuführen sind. Wer Pflanzenschutzmittel anwendet, muss dafür die erforderliche Zuverlässigkeit und die dafür erforderlichen Fähigkeiten und Kenntnisse haben. Im Haus- und Kleingartenbereich dürfen Pflanzenschutzmittel nur angewandt werden, wenn diese Mittel speziell dafür zugelassen sind.
Zurzeit entwickelt das Bundesministerium für Ernährung und Landwirtschaft ein Zukunftsprogramm Pflanzenschutz, in dem neue Rahmenbedingungen definiert werden, etwa technische Lösungen statt chemischer.

## Verfahren und Strategien im Pflanzenschutz

### Bausteine des Pflanzenschutzes
Vorbeugende Maßnahmen werden getroffen, um das Befalls- und Infektionsrisiko der Kulturpflanzen auf einem niedrigen, wirtschaftlich unschädlichen Niveau zu halten. Dazu gehören u. a.:
- Kulturtechnische Maßnahmen, z. B. Bodenbearbeitung, Düngung, Fruchtfolge, Klimaführung im Gewächshaus, Schnitt- und Erziehungsmaßnahmen an Obstgehölzen
- Nutzung von resistenten oder toleranten Sorten
- Schonung und Förderung von Nützlingen
- Hygiene und Quarantänemaßnahmen zur Verhinderung von Einschleppung von Schaderregern
- Einsatz von Pflanzenstärkungsmitteln zur Förderung der pflanzeneigenen Abwehrkräfte[6]

Direkte Maßnahmen werden ergriffen um einen bestehenden oder absehbaren Befall bzw. eine Infektion zu reduzieren. Diese Maßnahmen werden unterteilt:
- Physikalische Verfahren: Mechanische, thermische, optische und akustische Maßnahmen, z. B. Hacken von Beikräutern, Heißwasser- und Heißluftbehandlung von Saatgut, Schädlingsvergrämung durch Geräusche, reflektierende Mulchauflagen
- Biotechnische Verfahren, z. B. Kulturschutznetze, Lockstofffallen und Freisetzung von Botenstoffen (Pheromonen), um Paarungen zu verringern
- Biologische Verfahren: Ausbringung von Nützlingen und nützlichen Mikroorganismen
- Chemische Verfahren: Ausbringung von Pflanzenschutzmitteln von naturstofflicher oder chemisch-synthetischer Herkunft, z. B. als Spritzmittel oder als Saatgutbeize

Entscheidungsgrundlagen spielen eine kritische Rolle in der Pflanzenschutzplanung. Hierzu zählen u. a.:
- Wirtschaftliche Schadschwellen, ab denen das erwartete Schadensausmaß die Kosten einer Pflanzenschutzmaßnahme deutlich übersteigt
- Prognosemodelle zur Vorhersage von Zeitpunkt und Ausmaß einer Infektion oder eines Befalls
- Schaderregerüberwachung (Monitoring) und Schadensbewertung (Bonitur) durch regelmäßige Feldbegehungen oder Fallensysteme, Schaderregerbestimmung durch Bestimmungshilfen[7] oder Untersuchungen von Boden- und Pflanzenproben
- Bestimmung des Zeitpunkts, wann eine Pflanzenschutzmaßnahme notwendig und sinnvoll ist (Spritzfenster)
- Resistenzmanagement, um vorbeugend zu verhindern, dass Resistenzen in Pflanzensorten durch Schaderreger überwunden werden oder dass Schaderreger gegen Pflanzenschutzmittel resistent werden

### Integrierter Pflanzenschutz
Der Integrierte Pflanzenschutz ist im Pflanzenschutzgesetz definiert als „Eine Kombination von Verfahren, bei denen unter vorrangiger Berücksichtigung biologischer, biotechnischer, pflanzenzüchterischer sowie anbau- und kulturtechnischer Maßnahmen die Anwendung chemischer Pflanzenschutzmittel auf das notwendige Maß beschränkt wird“. Als Grundlage sollen zudem vorbeugende Maßnahmen und wissensbasierte Entscheidungsgrundlagen voll ausgeschöpft werden.
Der Integrierte Pflanzenschutz ist heute in Deutschland gesetzlich vorgeschrieben und ist Bestandteil der guten fachlichen Praxis sowie des Nationalen Aktionsplan zur nachhaltigen Anwendung von Pflanzenschutzmitteln (NAP).

### Ökologischer Pflanzenschutz
Der ökologische Pflanzenschutz oder Pflanzenschutz im Ökolandbau ist gesetzlich durch die EU-Ökoverordnung (EG-VO 889/2008) definiert. Er baut darauf auf, vorrangig vorbeugende Maßnahmen anzuwenden, insbesondere sind eine vielfältige Fruchtfolge, Förderung der Bodengesundheit, angepasste Pflanzenernährung und die Schonung von Nützlingen zur natürlichen Schaderregerregulation zu nennen.
Treten Schaderreger auf werden diese möglichst unter Nutzung physikalischer, biologischer und biotechnischer Verfahren reguliert. Erst wenn diese Maßnahmen ausgeschöpft sind, können Landwirte im Ökologischen Landbau auf eine eng begrenzte Auswahl von Pflanzenschutzmitteln zurückgreifen, deren Wirkstoffe in einer Positivliste im Anhang der EU-Basisverordnung aufgeführt sind. Zudem führen das Forschungsinstitut für Biologischen Landbau und die Anbauverbände Betriebsmittellisten mit Pflanzenschutzmittel auf, die auf ihre Eignung für den Ökologischen Landbau bzw. die Verbandsrichtlinien geprüft sind. Zulässig sind dabei hauptsächlich Mittel auf naturstofflicher Basis wie Azadirachtin aus dem Niembaum oder Pyrethrum sowie die Elementarstoffe Schwefel und Kupfer.
Da der Pflanzenschutz im Ökolandbau zu einem großen Teil auf biologische und biotechnische Maßnahmen zurück greift, wird dieser teilweise synonym als biologischer Pflanzenschutz bezeichnet. Dieser ist jedoch wissenschaftlich enger definiert.

### Biologischer Pflanzenschutz
Unter biologischem Pflanzenschutz versteht man die Nutzung bzw. die Verwendung lebender Organismen (einschließlich Viren) sowie biologischer Wirkstoffe und Prinzipien. Er umfasst folgende Maßnahmen:
- Erhaltung und Förderung von natürlich vorkommenden Nutzorganismen
- Ausbringung von Nützlingen
- Aktivierung pflanzeneigener Schutzmechanismen durch Mikroorganismen
- Nutzung von Pheromonen (biotechnische Verfahren)
- Die Nutzung von Naturstoffen, organischen oder anorganischen Substanzen wird teilweise zum biologischen Pflanzenschutz gezählt.

Da nach dem Pflanzenschutzgesetz Pheromone und Mikroorganismen als Wirkstoffe definiert sind, müssen auch diese als Pflanzenschutzmittel zugelassen werden. Größere Nutzorganismen und Pheromone die nur zur Schädlingsüberwachung eingesetzt werden, gelten dagegen nicht als Pflanzenschutzmittel. Der Einsatz gebietsfremder Arten bedarf aber einer Genehmigung nach dem Bundesnaturschutzgesetz.
Der Biologische Pflanzenschutz ist ein wesentlicher Bestandteil im Integrierten Pflanzenschutz sowie im Ökologischen Pflanzenschutz.

## Bedeutung
Durch eine Vielfalt von Schadorganismen (Viren, Bakterien, Pilze, Nematoden, Insekten, Wirbeltiere, Vögel) können erhebliche Schäden an den Nutzpflanzen und dadurch hohe Ertragseinbußen verursacht werden. Umfangreiche, weltweite Schätzungen und Erhebungen geben z. B. für Weizen die Ernteverluste mit 34 % an, für Reis sogar mit 51 %. In Bezug auf die Sicherung der Welternährung kommt daher dem Pflanzenschutz besondere Bedeutung zu.
Aus ökonomischer Sicht ist die Verhinderung von Ertragsverlusten und Qualitätseinbußen besonders in Intensivkulturen, wie im Gemüse-, Obst- und Weinbau von Bedeutung. Die Rentabilität eines Betreibers kann entscheidend davon abhängen.
Bei der Planung und Durchführung eines Pflanzenschutzes nach guter fachlicher Praxis kann der Landwirt oder Gartenbauer in vielfältiger Form Unterstützung erhalten. Das Pflanzenschutzgesetz weist dazu den Bundesländern und deren Pflanzenschutzdienst u. a. folgende Aufgaben zu:
Die Überwachung der Pflanzenbestände sowie der Vorräte von Pflanzen und Pflanzenerzeugnissen auf das Auftreten von Schadorganismen,
die Beratung, Aufklärung und Schulung auf dem Gebiet des Pflanzenschutzes einschließlich der Durchführung des Warndienstes auch unter Verwendung eigener Untersuchungen und Versuche.
Neben dem amtlichen Pflanzenschutzdienst können auch private Beratungsträger sowie die Berater der Pflanzenschutzindustrie in Anspruch genommen werden. Im Internet stehen Experten- und Prognosesysteme zur Verfügung, die dem Praktiker Informationen zum gezielten Einsatz von Pflanzenschutzmitteln in den Kulturen anbieten.

## Abwehr von „Schadvögeln“
Die Abwehr von „Schadvögeln“, meist Staren und Amseln, ist eine spezielle Abteilung des Pflanzenschutzes, bei der insbesondere mit optischen und akustischen Methoden gearbeitet wird: Vogelscheuchen, schwingende und surrende Drachen sowie Alufolien wirken für die Vögel abschreckend durch ihre Ähnlichkeit mit angsterzeugenden Objekten, durch Überraschungseffekte und irritierende schnelle Bewegungen. Als sicherste (und teuerste) Methode gilt das Einnetzen ganzer Weinberge. Das Einnetzen gibt auch Schutz gegen Hagel und teilweise gegen Wildfraßsschäden. Schussapparate und Vogelschreigeräte vertreiben die Vögel durch Knall, Todesschreie von Artgenossen oder Angriffsschreie von Feinden. In der Kosten-/Nutzenbetrachtung ist als effektive, zugleich aber auch verträgliche (Anwohner) und kostengünstige Art der Vogelabwehr die ereignisgesteuerte Wingertshut (Weinbau) anzusehen; d. h., Feldhüter beobachten die Landschaft und erzeugen durch Schreckschüsse aus Handfeuerwaffen oder funkferngesteuertes Auslösen von Schussapparaten und Vogelschreigeräten plötzliche, isolierte, akustische Effekte, die die Vögel vertreiben, wenn sie gerade anfliegen und/oder bevor sie sich auf einem Weinberg oder Obstgarten niederlassen.
Methoden, die mit präventiver (auch wenn gar keine Vögel da sind), automatisierter Dauerbeschallung arbeiten, haben kaum eine Verscheuchungswirkung und führen zugleich zu unangenehmen Auswirkungen auf Anwohner in weinbergsnahen Ortsrandlagen. Es treten vor allem Gewöhnungs- sowie unerwünschte Konditionierungseffekte (Anlockung wegen des Nahrungsangebots) bei den Vögeln ein, durch die letztlich doch wieder erhebliche Schäden auftreten – trotz flächendeckender Vogelabwehr. Solche Methoden verlieren daher an Bedeutung und stoßen auch mehr und mehr auf Widerstand in der Anwohnerschaft. Dort wo sie noch angewendet werden, geschieht dies, um die Kosten für Feldhüter oder Einnetzung einzusparen. Allerdings ist im § 7 Abs. 3 des Landesimmissionsschutzgesetzes vom 20. Dezember 2000 für Rheinland-Pfalz die Vogelabwehr folgendermaßen reglementiert:
„Der Betrieb von akustischen Einrichtungen und Geräten zur Fernhaltung von Tieren in Weinbergen oder in anderen gefährdeten landwirtschaftlichen Anbaugebieten, durch den Anwohner erheblich belästigt werden können, bedarf der Erlaubnis der zuständigen Behörde. Die Erlaubnis soll nur erteilt werden, wenn die Fernhaltung mit anderen verhältnismäßigen Mitteln nicht erreicht werden kann.“
Eine echte Schadensverminderung ist durch Vogelabwehr im Weinbau (außer durch komplette Einnetzung ganzer Anbaugebiete) letztlich nicht zu erreichen, bestenfalls eine Verlagerung bzw. großflächige Verteilung der Schadensereignisse. Die jeweilige Zahl der Vögel und ihr Nahrungsbedarf ist durch Vogelabwehr nicht beeinflussbar. Wo Trauben großflächig erzeugt werden, greifen die Vögel auch bevorzugt auf dieses schier unerschöpfliche Nahrungsreservoir zu. Außer bei der kompletten, regionalen Einnetzung ist Vogelabwehr daher im Rahmen der Konkurrenz zwischen den Winzern eine Maßnahme, die Schadenshäufungen an bestimmten Orten vermeidet und auf viele Winzer umverteilt. Die Zweckmäßigkeit und Zulässigkeit solcher Maßnahmen ist umstritten. Versicherungen auf Gegenseitigkeit, die solche Risiken für einzelne Betriebe auffangen könnten, gibt es derzeit (2006) noch nicht.